# Клавиатурна подредба
Клавиатурна подредба е подредбата на клавишите на компютри, телефони и други пишещи устройства, и първоначално на пишещите машини и телексните машини, в зависимост от буквите и другите знаци, които биват отпечатани или въведени при натискането си. Различават се клавиатурни подредби на ниво хардуер (механични клавиши на клавиатурата с тяхното графично означение) и на ниво софтуер при софтуерните или дигиталните клавиатури за работа със сензорен екран (за операционна система и/или приложен софтуер). Софтуерните клавиатурни подредби могат да предефинират какво се въвежда при натискането на физическите клавиши, т.е. да се въвеждат други знаци, а не тези, нарисувани върху физическите клавиши.

## Типове клавиши
Клавиатурата на компютъра се състои от:
- буквено-цифрови или знакови клавиши за въвеждане;
- модифициращи клавиши за промяна на функциите на други клавиши (Ctrl, Shift, Alt, AltGr);
- клавиши за навигация за преместване на текстовия курсор на екрана;
- цифрова клавиатура за улесняване на работата с цифри (Numpad);
- системни командни клавиши за специални действия (Esc, Break);
- функционални клавиши.

Има известна вариация между различните клавиатурни модели във физическото оформление – т.е., колко клавиши има и как са позиционирани на клавиатурата. Разликите между националните оформления обаче се дължат най-вече на различни разположения на символи върху клавишите на знаците.

### Буквено-цифрови или знакови клавиши за въвеждане
Основната секция на клавиатура се състои от клавиши за знаци, които могат да се използват за въвеждане на букви и други знаци. Обикновено има три реда клавиши за въвеждане на букви и пунктуация, горен ред за въвеждане на цифри и специални символи и лентата „Интервал“ на долния ред. Позиционирането на клавишите на знаците е подобно на клавиатурата на пишещата машина.

### Модифициращи клавиши за промяна на функциите на други клавиши
Освен клавишите на знаците, клавиатурата включва специални клавиши, които не правят нищо сами по себе си, но модифицират функциите на други клавиши. Например, ключът Shift може да се използва за промяна на клавишите на знаците, докато клавишите Ctrl, Alt и AltGr ключове задействат специални операции, когато се използват съгласувано с други ключове.
Обикновено модифициращият ключ се задържа, докато се удари друг ключ. За да се улесни това, ключовете за модификатор обикновено идват по двойки, един функционално идентичен ключ за всяка ръка, така че задържането на ключ за модификатор с едната ръка оставя другата ръка свободна да удари друг ключ.
Буквен ключ може да бъде ударен, за да се пише малка буква, или главна буква, като последната изисква едновременното държане на клавиша Shift. Клавишът Shift се използва и за да въведете долния символ на два символа, гравирани на даден ключ, като горния се въвежда, без да се използва модифициращ ключ.
Клавиатурата на латинската азбука има специализиран ключ за всяка от буквите A–Z, клавиши за пунктуация и други символи, обикновено ред функционални клавиши, често цифрова клавиатура и някои клавиши за управление на системата. На повечето езици с изключение на английски език се изискват допълнителни букви (някои с диакритични знаци), а някои присъстват като стандартни на всяка национална клавиатура, според случая за нейния национален език. Тези клавиатури имат друг модифициран ключ, с етикет AltGr (алтернативна графика), вдясно от лентата Интервал. Може да се използва за въвеждане на допълнителен символ в допълнение към двата налични по друг начин с буквено-цифрен ключ и използването му едновременно с клавиша Shift обикновено дава достъп до четвърти символ. Тези символи на трето ниво и четвърто ниво могат да бъдат гравирани в дясната половина на ключовия връх, или те могат да бъдат немаркирани. Клавиатурите на кирилицата и гръцката азбука имат подобни аранжировки.
Вместо клавишите "Ctrl", "Alt" и "AltGr", наблюдавани на стокови клавиатури, "Apple Keyboards" имат "Cmd" (команда) и "Option" клавиши. Ключът "Option" се използва много като "AltGr", а ключът "Cmd" като "Ctrl" и "Alt", за достъп до опциите и преките пътища на менюто. Mac-овете имат клавиш "Ctrl" за съвместимост с програми, които очакват по-традиционна клавиатурна подредба. Той е особено полезен при използване на терминал, X11 (unix среда, включена с OS X като опция за инсталиране) или MS Windows. Ключът като цяло може да се използва и за производство на вторично кликване на мишката. Има и "Fn" ключ на съвременните "Mac" клавиатури, който се използва за превключване между използването на клавишите "F1", "F2" и т.н. или като функционални клавиши, или за други функции като медиен контрол, достъп до приспособления за табло или контролиране на силата на звука. "Fn" ключ може да се намери и на по-малки лаптопи и таблети с "Windows" и "Linux", където служи за подобна цел.

### Въвеждане на допълнителни знаци
В операционната система Windows с помощта на модифициращи клавиши и буквено-цифрови комбинации се получават ключове, с които могат да се въвеждат допълнителни знаци, за които няма определени клавиши.
| Знак      | ☺ | ☻ | ♥ | ♦ | ♣ | ♠ | ♂  | ♀  | ♪  | ♫  | ☼  | ↑  | ↓  | →  | ←  | ↕  | ↔  | ×    | ±    | ¾    | °    | №    |
| „Alt“+... | 1 | 2 | 3 | 4 | 5 | 6 | 11 | 12 | 13 | 14 | 15 | 24 | 25 | 26 | 27 | 28 | 29 | 0215 | 0177 | 0190 | 0176 | 0185 |

| Знак      | Э    | ¶    | ¡    | ¢    | ™    | ©    | ®    |
| „Alt“+... | 0248 | 0182 | 0161 | 0162 | 0153 | 0169 | 0174 |

Други: № – „Shift“ + 6 (на фонетична кирилица)

## Клавиатурни подредби на латиница
Най-използваната за английския език клавиатурна подредба се нарича QWERTY. Има различни алтернативни клавиатурни подредби на латиница и различните държави използват различни стандарти, но най-често те са модифицирани QWERTY подредби. При създаването на подредбата QWERTY през 1868 г., основната цел на изобретателя на първата практическа пишеща машина Кристофър Шолс е била да не се оплитат чукчетата при бързо писане на английски език, затова подребата е целенасочено направена да налага бавен темп на писане.
Впоследствие са правени опити за рационализирането на общоприетата подредба, например през 1932 г. от август Дворак – вашингтонски професор по статистика и от англичаните Лилиан Молт и Стивън Хобдийм в края на 70-те години на 20 век. Промяната на вече наложилия се стандарт обаче е била неуспешна, въпреки че през 1982 г. подредбата „Дворак“ става алтернативен държавен стандарт в САЩ (с модификация на позициите на числата и символите). Системата на Дворак залага на това най-използваните букви в английския да са на средния ред независимо дали трябва да се използват силните показалец и среден или по-слабите пръсти за тях. (Сравни с БДС) Взети са под внимание и най-често срещаните комбинации от букви и това когато те се пишат само с едната ръка да се пишат в посока от малкия пръст към показалеца. Както при БДС гласните са отляво, а повечето съгласни – отдясно.
Дворак създава също така подредби за хора пишещи само с лява или само с дясна ръка.

## Български клавиатурни подредби
Двете най-широко използвани клавиатурни подредби на български са тези по БДС 5237:1978 „Ред на клавишите в клавиатурата на пишещите и счетоводните машини“ (т. нар. „подредба БДС“) и т.нар. „фонетична“ клавиатурна подредба (последната има „традиционен“ и „нов“ вариант). Многобройни безплатни продукти позволяват да се добави която и да е от българските клавиатурни подредби към различните компютърни операционни системи, а в същото време има и такива, които позволяват потребителят да си създаде своя собствена подредба.

### БДС 5237:1978 (класическа българска подредба по БДС)
Подредбата по БДС се използва традиционно и при пишещите машини. При нея няма връзка между символите на кирилица и тези в подредбата QWERTY. Например, при подредбата БДС буквата „О“ отговаря на буквата „F“ на QWERTY подредбата, докато под фонетичната клавиатура съответната буква на кирилица е „Ф“.
Подредбата БДС е оптимизирана за писане на български език, като най-често използваните букви – О, Н, Т и А (всички на кирилица) – са поставени така, че да се печатат с по-силните пръсти – показалец и среден. Подредбата е от типа подредби при които гласните и полугласните са поставени от едната страна на клавиатурата, а повечето съгласни – от другата (с цел двете ръце да се редуват възможно най-често). Българските машинописци редовно печелят международни състезания по машинопис (Космос, 1964 г.), печатайки със скорост от над 1000 знака в минута, което е съизмеримо със скоростта на говорене.
Обяснението за този феномен е просто. Съставянето на подредбата на машинописната клавиатура е съобразено със зависимостите между честотата на срещане на всяка буква в българския език, както и с тези между гласни и съгласни, и анатомията на ръката. С тези въпроси в България се е занимала комисия от машинописци и стенографи при Народното събрание през 1907 – 1908 г. Въз основа на резултатите от това изследване е била разработена клавиатурата за десетопръстно писане на кирилица. (Това обяснява наличието на разлики при клавиатурите за руски, украински и другите ползващи кирилицата езици.)

### Транслитерирана („фонетична“) подредба (традиционна)
Дълги години в България се ползва „традиционна“ транслитерирана подредба, при която е използвано приблизителното съответствие между буквите на българската кирилица и латинските букви в подредбата QWERTY.

### Проект за стандарт прБДС 5237:2006 (нова фонетична подредба, подредба за устройства с малко клавиши, и променена БДС 5237:1978)
През 2006 г. Димитър Скордев, Факултет по математика и информатика, Софийски университет, и Димитър Добрев, Институт по математика и информатика, Българска академия на науките, предлагат проект за нова фонетична клавиатурна подредба, базирана на широко ползваната дотогава такава, но с някои промени. Предложението е включено в проекта за национален стандарт прБДС 5237:2006 „Клавиатурни подредби на устройства за писане на български език“, който съдържа подредби за:
- клавиатури на електронни устройства с 48 буквено-цифрови клавиша, с две системи за подреждане – „БДС“ и „Фонетична“;
- клавиатури на електронни устройства с 12 буквено-цифрови клавиша, също с две системи за подреждане – „Азбучна“ и „Фонетична“;
- клавиатури с 46 буквено-цифрови клавиша за пишещи и други офис машини – само „БДС“.

Проектостандартът е приет от Технически комитет 80 на Българския институт за стандартизация (БИС) в края на 2006 г. Още тогава ръководството на БИС забелязва нередности при приемането на проекта и не утвърждава стандарта. Междувременно новата подредба е включена в стандартните опции на операционната система Windows Vista.
Срещу „фонетичната“ част на проекта се обявяват много обществени организации, като Сдружението на стенографите, машинописците и компютърните оператори, Фондация Отворени проекти и други, които го разглеждат като необоснована и самоцелна промяна на практически използваната фонетична клавиатурна подредба. След проведено през 2008 г. обществено обсъждане БИС окончателно се отказва от нейното обявяване за официален стандарт. Решено е работата по проекта да продължи, като фонетичната подредба да се включи евентуално като допълнение към следващата версия на стандарта. Новата фонетична подредба е включена заедно със старата фонетична, както и стандартната кирилска подредба по БДС, в Windows 7.
Новата фонетична подредба би могла да се нарече ЧШЕРТЪ. Основните разлики между новата и традиционната фонетика са:
| QWERTY   | Традиционна фонетика | Нова фонетика |
| -------- | -------------------- | ------------- |
| W        | В                    | Ш             |
| V        | Ж                    | В             |
| X        | Ь                    | Ж             |
| \| (bar) | Ю                    | ь, ѝ          |
| `        | Ч                    | Ю             |
| Q        | Я                    | Ч             |
| [        | Ш                    | Я             |
| ]        | Щ                    | Щ             |

Набирането на буквата В от кирилицата чрез клавиша за V вместо чрез клавиша за W очевидно е в по-добро звуково съответствие с английския език (преобладаващ днес в международните контакти и в информатиката). За останалите букви, при които има различие с традиционната фонетична подредба, няма звуково съответствие не само след промяната, но и преди нея. Съображенията за промяната при тези букви са от друг характер. Авторите на проекта предполагат, че за хората, които не са използвали традиционната фонетична подредба, свикването с новата би било по-лесно отколкото с традиционната.

### Решения на проблема „клавиатури без българска кирилица върху клавишите“
Компютри, купени или внесени от чужбина, обикновено притежават клавиатура, на която присъства гравирана само клавиатурната подредба QWERTY или друга клавиатурна подредба, местна за страната, за която първоначално е предвиден компютърът. Това се счита за проблем най-вече по отношение на клавиатурите на вносни лаптопи, поради това, че клавиатурите на лаптопите са част от тялото на компютъра, а не са външно периферно устройство както при настолните компютри, въпреки че обикновено може да се сменят.
Съществуват няколко начина за решаване на това затруднение:
- Купуване на прозрачни или непрозрачни самозалепващи се лепенки, върху които са отпечатани или нарисувани буквите на българската кирилица. Лепенките са с размерите на повечето клавиши на клавиатури и служат за залепване върху физическата клавиатура на лаптоп или настолен компютър, като така предоставят визуална кирилизация на физическата клавиатура по стандарта БДС или по начин, предпочитан от потребителя. Някои от лепенките комбинират традиционната българска клавиатурна подредба БДС 5237:1978 с QWERTY – това е най-разпространената комбинация за клавиатури, които се продават в България. Лепенките най-често са направени от PVC или тефлон, и са с добавено ламинатно покритие срещу бързото изтриване на знаците от употреба. Някои от продаваните такива лепенки са водоустойчиви и/или с матова повърхност (срещу светлинни отражения). Продават се в магазини за компютри и компютърни части, както и в някои книжарници – на цени от 2 до десетина лева за целия комплект от „кирилизиращи“ лепенки.
- За настолни компютри (и отчасти и за лаптопи) – купуване на нова клавиатура от България, която е с комбинирана българска подредба на клавиатурата и QWERTY. За лаптопи – купуване на съвместима клавиатура за лаптоп, с която потребителят сам да смени старата или да даде лаптопа в компютърен сервиз, където това да бъде извършено срещу заплащане.
- Надписване на клавиатурата с кирилица чрез лазерно гравиране – в България има фирми, които предлагат такива платени услуги.
- Наизустяване на желаната от потребителя клавиатурна подредба (например традиционната българска подредба БДС 5237:1978) и използването ѝ чрез некирилизираната клавиатура (например такава, която е само QWERTY) чрез натискане на запомнените (но липсващи върху физическите клавиши) местоположения на знаците на желаната от потребителя подредба.
- Използване на програми (инсталируеми или онлайн приложения) за кирилизиране на български текст, написан на транслитериран чрез латиница български. Този метод е смятан за прекалено тромав, за да бъде полезен в ежедневната практика.

## Начини за добавяне, използване, редактиране или създаване на други клавиатурни подредби
Знаците, които се въвеждат от физическата клавиатура на компютър, зависят всъщност от софтуера, поради което употребата на софтуер позволява използване, редактиране и/или създаване на други клавиатурни подредби, които се различават от тези, нарисувани върху физическите клавиши на клавиатурата. Освен това повечето операционни системи включват и вградена програма, която представлява виртуална екранна клавиатура с виртуални клавиши (натискането им с показалеца/курсора на мишката ги въвежда) – още един начин за въвеждането на знаци. Примери за последното са програмите „Екранна клавиатура“ (osk.exe – за Windows), FreeVirtualKeyboard (безплатна, за Windows), HotVirtualKeyboard (платена, за Windows), OnBoard (за ГНУ/Линукс) и други.
Повечето съвременни операционни системи включват вграден софтуер, с който потребителят може да добави клавиатурни подредби за други езици или други клавиатурни подредби за същия език, след което те могат да се използват от потребителя чрез просто превключване между тях чрез натискането на виртуален бутон от графичния потребителски интерфейс на операционната система или чрез натискането на зададена от потребителя комбинация от физически клавиши на клавиатурата на компютъра. Освен това съществуват и огромен брой програми от типа приложен софтуер, с които могат да се извършват същите действия или по-сложни дейности, свързани с въвеждането на знаци или задействането на специални команди чрез клавиатурата (било тя физическа или виртуална).
Съществуват и програми, написани на езиците за програмиране JavaScript и Java, които служат като виртуална клавиатура (с бутони за натискане) в рамките на HTML и XHTML страници, отворени в модерен уеб-браузър. Има и уебсайтове, в които е вградена търсачка за кой да е знак от международния стандарт за компютърно кодиране на текст Уникод.

### Windows
При операционни системи Windows е възможно редактирането на вградените клавиатурни подредби или създаването на нови чрез изтегляне и инсталиране или безплатни програми, като Microsoft Keyboard Layout Creator (MSKLC), или на комерсиални платени програми: Keyman, KbdEdit и други.

### Linux и Mac OS
При дистрибуции на ГНУ/Линукс, в които се използва сървърът X, потребителите могат да направят гореописаното в раздела за Windows чрез ръчно редактиране на специални текстови файлове, които се използват от системата за клавиатурни подредби на сървъра X – XKB (съкращение на „X KeyBoard extension“) – xkeycaps и xmodmap, setxkbmap. Има и графични обвивки с подобни функции, като GNOME 2.8+ Keyboard Preferences и други.
Подобен подход може да се използва и за редактирането и/или създаването на нови клавиатурни подредби за по-нови версии на операционната система Mac OS.

### Android и iOS
За Android и iOS съществуват множество безплатни и платени външни програми, с чиято помощ потребителят може да инсталира други клавиатурни подредби за използване при въвеждане чрез виртуалната клавиатура.

## Алтернативи на използването на клавиатурни подредби
Две от най-известните алтернативи на използването на клавиатурни подредби са въвеждането на текст чрез речево диктуване (наречено „разпозване на човешка реч чрез софтуер“ – човешката реч се приема, анализира и преобразува в писмен текст, който се въвежда като въведен от ръка чрез писане с клавиатура) или чрез системи за въвеждане на знаци, при които потребителят рисува чрез компютърна мишка или специална писалка върху виртуално поле един по един – или като свързан текст – знаците, които след това се анализират и преобразуват в писмен текст като въведени от натискане на клавиши по клавиатурата. Последното се нарича „разпознаване на ръкописен (или печатноподобен) текст чрез софтуер“. По-примитивните системи за разпознаване на реална човешка реч се наричат „софтуерни системи за контрол/управление чрез гласови команди“. Има и специализирани програми, които симулират начина на въвеждане на знаци от други устройства – например на стари мобифони с клавиатура върху бутоните за цифри.
Друг начин за въвеждането на знаци е използването на програми за избиране на специални или рядко използвани знаци. Тези програми обикновено се наричат „Таблица на знаците“ – по името на едноименната програма за Microsoft Windows – charmap.exe. Примери за такива програми, чрез които може да се намери, избере и въведе произволен знак от Уникод, са BabelMap (безплатна онлайн уеб-базирана версия на Babel Map) и Unicode Unibook (за Windows), Gucharmap, KCharSelect (за дистрибуции на ГНУ/Линукс) и други. Съществуват и онлайн такива приложения. От официалния уебсайт на стандарта Уникод може да се прегледат и PDF файлове със списъци с поддържаните от Уникод графеми (не алоглифи).
Съществуват и специализирани програми, чрез които може да се въвеждат знаци чрез разпознаване на движения, заснемани в реално време от уебкамера – например местене на главата или движения с ръцете. Тези дейности попадат в рамките на дисциплината „компютърно зрение“ (computer vision).
Дори са измислени онлайн и офлайн програми за разпознаване на ръкописен текст (OCR на ръкописен текст).
Налице са и онлайн уеб-базирани инструменти за въвеждане на фонематичните и фонетични знаци от Международната фонетична азбука.